# تپه امام چنگالی
تپه امام چنگالی مربوط به عصر مس و سنگ - دوره اشکانیان است و در شهرستان اسلام‌آباد غرب، بخش حمیل، دهستان منصوری، شمال شرقی روستای سربه کوه، بالای کوه امام چنگالی واقع شده و این اثر در تاریخ ۱۴ اسفند ۱۳۸۵ با شمارهٔ ثبت ۱۷۸۵۰ به‌عنوان یکی از آثار ملی ایران به ثبت رسیده است.